# Torbjörn Nilsson
Torbjörn Nilsson (9 de julho de 1954) é um treinador de futebol e ex-futebolista sueco. Ele é considerado um dos melhores futebolistas suecos de todos os tempos. Venceu o campeonato sueco duas vezes e a Copa da Uefa uma vez quando jogava pelo IFK Göteborg, onde passou a maior parte de sua carreira. Ele também teve um bom período na Holanda com o PSV Eindhoven e um melhor na Alemanha com 1. FC Kaiserslautern.

## Artilharias
IFK Göteborg
- Campeonato Sueco de Futebol: 1981.